# Masatepe
Masatepe, también conocida como la Tierra de Venados es un municipio del departamento de Masaya en la República de Nicaragua. Junto a los municipios de Catarina, Nandasmo, Niquinohomo, San Juan de Oriente, Diriá y Diriomo conforma la Ruta de la Meseta de los Pueblos. Los habitantes Indígenas de Masatepe son los nahuas y chorotegas, y fue la ubicación del señorío nahua precolombino de Masatepek. Masatepek es una combinación de las palabras náhuat Masat (venado), y tepek (cerro), la traducción literal de Masatepek es "cerro de venados". Los nahuas de Masatepek habitaron Nindirí, Niquinohomo, Monimbó y Masatepe que lleva el nombre de este señorío, y convivieron con los chorotegas que también habitaban la zona. Los nahuas dominan el cultivo y producción de cacao frijol en el municipio.

## Toponimia
El origen de nombre Masatepe se deriva del náhuat Masatepek (cerro de venados), que también era el nombre del señorío nahua Masatepek.

## Geografía
Masatepe se encuentra ubicado en la Meseta de los Pueblos a 50 kilómetros de la capital de Managua por la Carretera a Masaya.
- Altitud: 475 m s. n. m.
- Superficie: 59.40 km²
- Latitud: 11° 55′ 0″ N
- Longitud: 86° 9′ 0″ O.

### Límites
Limita al norte con el municipio de Nindirí, al sur con el municipio de El Rosario, al este con los municipios de Nandasmo, Niquinohomo y la laguna de Masaya, al oeste con los municipios de municipio de La Concepción, San Marcos y Jinotepe.

### Hidrografía
La laguna de Masaya conforma el único cuerpo de agua en la localidad. Está conformada por un cráter volcánico erupcionado y truncado. La lava proveniente de las erupciones del complejo volcánico Masaya llenaron el lado este de la laguna, reduciendo su área de luna cuarto creciente. Existen diversas especies lacustres como peces, crustáceos, batracios, ofidios, y otros animales que circundan las laderas como coyotes, venados, zopilotes (buitres), iguanas, monos, etc.
La laguna presenta contaminación por desechos sólidos diversos productos de la vida urbana de la ciudad de Masaya así como desechos orgánicos diversos que amenazan la vida silvestre.

### Topografía
No presenta elevaciones pronunciadas, caracterizándose por un terreno llano en su mayor parte, sin embargo cuenta con la depresión en el cráter de la Laguna de Masaya. En ésta se presentan las confluencias de las quebradas Muralla y Veracruz.
La altitud promedio es de unos 475 m s. n. m.

## Historia
Masatepe, Pueblo Antiguo
Masatepe es uno de los municipios más viejos de Nicaragua con existencia desde tiempos inmemorables de la época aborigen. Sus pobladores pertenecían a la tribu de los dirianes, cuyo nombre significa “hombres de las alturas o de las Montañas”, a la cual pertenecían los antepasados de todos los pueblos del departamento del Masaya.
Ascendientes de los dirianes fueron los choroteganos o chorotegas, llegados a Nicaragua desde remotos tiempos con procedencia inmediata del Golfo de Fonseca, llamados por ellos Golfo de Chorotega por la ruta de Chinandega y las Segovias. 
El Nombre Masatepetl, significa en Náhuatl: "Cerro de Venados". La población de Origen Chorotega, se estableció en las faldas del Volcán Masaya, es importante recalcar que en investigaciones más profundas sobre la época aborigen no aparece el nombre Masatepetl, sino el de Matapalete o Popocateptl que en Náhuatl significa: "Cerro Ardiente".
Los antepasados se asentaron en los márgenes de la Laguna de Masaya, fundaron Namborime (“cerca del agua”), Jalata (“agua arenosa”), Nimboja (“Camino hacia el agua”) y Veracruz.
Según crónicas de la colonia, el primero de septiembre de 1528 al 5 de mayo de 1529, Fray Francisco de Bobadilla visitó Matepalete y bautizó a un total de 154 aborígenes que vivían en el lugar. 
El pueblo de Masatepetl, desde la conquista, fue encomienda de los “encomenderos” españoles Miguel, Juan y Elvira López, residentes en la ciudad de Granada. Según documentos coloniales, en el año de 1548 el tributo del pueblo de Masatepe consistía en: maíz, frijoles, sal, miel de abejas, cera y gallinas de Castilla. Reafirmando su condición de pueblo agrícola y de artesanos.
No se tiene noticias de su antiquísima fundación, por nuestros aborígenes de nuestra región masatepina solamente, en un artículo del historiador Fray Juan Torquemada del año 1613 aparece registrado Masatepe como municipio.
Según relatos de su visita pastoral escrito por el Obispo de Nicaragua Fray Pedro Agustín Morel de Santa Cruz, que visitó Masatepe en 1751, es decir, hace más de doscientos años, que la población ocupaba la misma planicie o llano que ocupa actualmente la población.
Tenía, según el Obispo, en ese entonces un poco más de cien casas o ranchos de pajas. Lo habitaban ciento ochenta y una familias, con un total de ochocientos habitantes, entre españoles, ladinos e indígenas. Su parroquia católicamente hablando, estaba dedicada a la Santísima Trinidad. Pagaban al Rey de España un tributo de doscientos ochenta pesos.
“Jalata y Nandasmo”, estos dos pueblos son anexos al antecedente (o sea a Masatepe) y se hallan bajo de sus linderos: el uno a un cuarto de legua, y el otro a una. El vecindario de ambos consta únicamente de indios con sus respectivos Alcaldes, Alguaciles Mayores, Regidores y Fiscales: la casa del cura y las demás son de paja. Las de Jalata se reducen a dieciséis con otras tantas familias y setenta personas, quienes pagan el tributo de ochenta pesos. Las casas de Nandasmo a veinticinco, las familias a cuarenta y seis, y las personas a ciento treinta y cinco; y el tributo a sesenta y nueve pesos un real y diecisiete maravedíes. Las iglesias son cortas, maltratadas y de paja, sus titulares Santiago y San Pedro.
La de Jalata tiene altar mayor y un retablito, pero carece de ornamentos. En la de Nandasmo hay tres altares y en el principal un retablo: estos tres pueblos (Masatepe, Jalata y Nandasmo) están a cargo de un solo cura, que es clérigo. Su renta, incluso el servicio personal y ración, llegará a quinientos pesos. El territorio comprende trece leguas de norte a sur, y cuatro de Oriente a Poniente. Padecerse en él la pensión del agua; la de la laguna (de Masaya) bien capaz, aunque tan sumamente barrancosa, que a costa de gran trabajo y de algunas vidas, se logra su conducción: esta incomodidad se hace en algún modo tolerable con los buenos peces que en ella se prenden. El clima es frío y húmedo, pero saludable, porque la bañan los vientos, y gozan de un cielo despejado. En el primer pueblo (Masatepe) permanecí cinco días; los otros dos (Jalata y Nandasmo) concurrieron a las funciones que se practicaron (en Masatepe). Prediqué cinco sermones. En la procesión de penitencia irían ochocientas personas. Las confirmaciones a novecientas cincuenta: hubo también muchas confesiones y comuniones: concluida finalmente mi visita, estuve de paso en las dos iglesias de Jalata y Nandasmo, y dada la bendición a sus moradores, continué mi marcha hacia los otros pueblos más inmediatos”, señala en el referido informe firmado y sellado el 8 de septiembre de 1752, en la ciudad de Santiago de León, de Nicaragua, por el Obispo Pedro Agustín Morel de Santa Cruz.
Es importante señalar que el informe hace hincapié en la presencia y residencia de las 180 familias de españoles viviendo en Masatepe en esa época, y por otro, lado la ausencia de españoles residentes en los pueblos circundantes de la meseta de Carazo y señala la presencia de ladinos e indios en los mismos.
En 1835 durante la época moderna y cuando Nicaragua solamente tenía cuatro departamentos, Masatepe pertenecía a Granada.
A Masaya se le concedió el nivel de Distrito Judicial, hasta que el 10 de marzo de 1883, alcanzó la categoría de Departamento, quedando conformado por los pueblos de Masaya, Masatepe, Nandasmo, Nindirí y el Cantón de Tisma y Tismita, Masatepe y el pueblo de Nandasmo quedaban reincorporados al nuevo departamento, en lo judicial y lo económico.
Solamente para efectos de elecciones presidenciales a Masatepe se le conferían diez cantones entre los que se destacan: Diriega, San Jerónimo, Monimbó, San Juan, Cantón Oriental, Cantón Occidental, Nindirí y Tisma y Tismita.
Mientras todo Nicaragua luchaba para expulsar a William Walker del país, el pueblo de Masatepe se debatía entre la vida y la muerte y era casi exterminado por la peste del cólera morbus que se generalizó en todo el país, a partir del 20 de julio de 1855, y en Masatepe se extendió de agosto y septiembre de 1855, según recoge un documento histórico firmado por el cura del pueblo, Juan de Dios Gutiérrez, el 30 de septiembre de 1855 y donde se afirma que, producto del cólera, fallecieron en Masatepe 790 feligreses masatepinos.
Documentos históricos también demuestra que fue un pueblo con una población importante económica y políticamente. Según documentos encontrados en la Prefectura de Granada ya tenía escuelas públicas en diciembre de 1856, siendo uno de sus maestros el Masatepino Francisco Garay. El padrón del 22 de noviembre de 1858 señala que Masatepe estudiaban 38 niños en la escuela pública. Una de sus escuelas en 1880 tuvo de profesor a un maestro llegado de España llamado Vicente Aracil y Crespo.
Para el sismo, de 5.8 grados en la escala Richter, que destruyó a Managua sorprendió al presidente de la época José María Moncada disfrutando las vacaciones de Semana Santa en su residencia campestre llamada Palacete de Venecia a la orilla de la laguna de Masaya. La noticia del desastre le llegó después que la información recorrió un largo periplo por los sistemas militares de radio de los marines y la Tropical Radio, también norteamericana, que informaron a Washington D. C., luego a Nueva York, llegó a San Juan del Sur (en Rivas) por cable y por telégrafo a Masatepe de donde salió un mensajero llevando la fatal noticia a dicho palacete. Moncada, el mismo día por la tarde, instaló una improvisada casa Presidencial en Masatepe, siendo Masatepe la Capital de Nicaragua durante este lamentable episodio puesto que Managua la ciudad capital se encontraba en ruinas.
Su florecimiento y progreso comenzaron al inicio del pasado siglo, es decir, a contar de la primera década, o sea entre los años de 1900 y 1909. Durante el año 1909, ya en auge y florecimiento de la población, se inició la construcción de su actual magnífico Cabildo Municipal; primera obra de ornato fundamental de la ciudad. Desde el 13 de octubre de 1878, se había establecido el servicio de agua potable por medio de una Empresa Aguadora, con máquina a vapor elevando el agua de la Laguna de Masaya.
Para el mismo año de 1909, poseía la población alambrado público de kerosene, por el uso de faroles. Contaba también con escuelas superiores, una para varones y otra para mujeres. Había un buen hotel para turistas visitantes y una magnífica como bien organizada Orquesta.

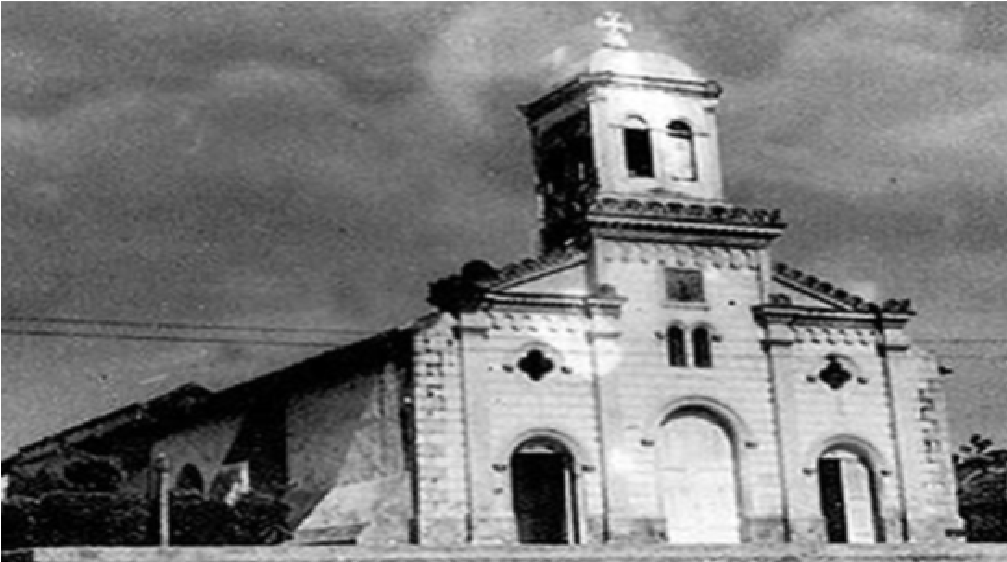
Parroquia San Juan Bautista, en los años 1950 antes de ser remodelada

En la foto aparece la fachada original de la parroquia antes de ser modificada por Monseñor Arias en los años 1950. Descansa sobre un atrio de más de 3 metros de altura. También poseía un reloj en el centro que fue donado por el presidente José María Moncada.

## Demografía
Masatepe tiene una población actual de 42,384 habitantes. De la población total, el 49.6% son hombres y el 50.4% son mujeres. Casi el 55.1% de la población vive en la zona urbana.

## Clima
Debido a la altura, sus temperaturas son frescas tanto en verano como en invierno. En verano las temperaturas son 30 a 20 °C / en Invierno son de 26 a 15 °C.

## Localidades
El municipio está dividido en 14 barrios: Villa Progreso, El Porvenir 1, 2 y 3, Reparto Venecia, Reparto BAVINIC, Reparto José Benito Escobar, Carlos Fonseca, Macario Brenes, Reparto Masatepe, Evenor Calero, Jalata, Colonia Taiwán y Reparto San Juan. Y también en 38 comunidades: Santa Rita, San Isidro, Los Rincones, Los Velásquez, Cruz Verde, Los Ángeles, La Granjita, Los Chirinos, El Arenal, El Guáramo, Cruz de Mayo, Nimboja, Venecia, Los Mangos, La Sabanita, El Paraíso, Las Marías, La Estrella, El Tanque, Sector Che Guevara, Cruz Negra, Venecia, Santa Rosa, Mirazul del Llano, Campos Azules, Comarca Macario Brenes, Los Calero, Los Ampiés, Georgino Andrade, Colonia 6 de Julio, San José, Las Crucitas, Santo Domingo, Jardín Botánico, El Higuerón, Benjamín Mercado, Arlen Siu y El Pochote.

## Fauna y flora
Las áreas de bosque natural están limitadas al avance de la frontera agrícola. Existen pequeños bosques autóctonos y otros en desarrollo. Las especies animales "congos" o aulladores, monos cara blanca, "chocoyos" (pericos), coyotes, venados, boas y diversidad de invertebrados se encuentran disperas y en pugna con el avance de la civilización. En las aguas de la laguna los peces autóctonos como la mojarras y guapotes luchan contra la contaminación del agua. Tortugas, iguanas y otros disminuyen sus números por la caza, destrucción del hábitat y factores naturales.

## Economía y servicios
La economía del lugar puede encontrarse dividida en los siguientes rubros.

### Agricultura
A inicios del siglo XIX, el café era el rubro mayoritario de la zona hasta finales de los años noventa. A partir de la caída de los precios del café, la producción se ha diversificado. El municipio de Masatepe tiene una historia eminentemente agrícola. Hasta finales de los setenta la caña de azúcar era un rubro importante en la zona.
En la zona se cultivan granos como maíz, arroz, frijoles, sorgo. Cítricos como naranjas, limones, mandarinas, mangos, mamones, entre otros dirigidos al comercio nacional.
La ganadería es diversa, pero no extendida. Se encuentran diferentes grupos como el ganado vacuno, caprino, avícola, cerdos y algunas granjas apícolas.

### Manufactura y Alimentos
Masatepe se caracteriza por su rica variedad en muebles de distintas maderas fibras los cuales son exportados diversos países del área y Estados Unidos. También pueden encontrarse diversas empresas familiares dedicadas a la producción de dulces variados con formas y sabores. El calzado es otro rubro importante, el cual enfrenta la competencia internacional, aun así exporta variados modelos elaborados a mano en su totalidad. Las panificadoras realzan el gusto del masatepino por el buen pan. Quesadillas, brujos, picos, polvorones salen diariamente al mercado para su distribución dentro de la población.
A nivel nacional se conoce a Masatepe como la Cuna del Mondongo, su gran especialidad, según Nelson Portas esta tierra es rica en las mejores sopas del país como la tradicional Sopa de Mongondo, Las Tamugas, Nacatamales y las mejores y más atractivas fritangas.

### Servicios
Los servicios públicos con que se cuentan son energía eléctrica, agua potable, telefonía convencional, televisión por cable e Internet por cable en el área central de la zona urbana. Algunas zonas de la ciudad de Masatepe cuentan con alcantarillado público. La zonas rurales en su mayoría cuentan con energía eléctrica, agua potable y telefonía celular.
Los servicios médicos están provistos por el gobierno nacional a través del Centro de Salud Municipal. Otros son regidos por el instituto de seguridad social a través de las clínicas provisionales.
Existen diversos centros de estudio distribuidos en el casco urbano atendiendo las áreas de primaria, secundaria y algunas carreras técnicas. En el área rural existe la atención para escuelas primarias.
La recolección de desechos sólidos se lleva a cabo una vez por semana en el casco urbano y por el cual la población aporta quince córdobas mensuales.
Existen algunas entidades bancarias que prestan diversos servicios financieros a la población.

## Cultura
La antigua división entre ladinos e indios, que en tiempos de la colonia vivían en Masatepe de arriba y Masatepe de abajo establece aún una frontera cultural, sobre todo arquitectónica. Las diferencias raciales se han ido disolviendo con el pasar del tiempo y el auge de la civilización, pues poco a poco los dos se han ido encontrando y uniendo en un solo pueblo.
Sin lugar a dudas el mejor exponente cultural y gastronómico de Masatepe es el plato de sopa de mondongo, el cual es elaborado por diversas familias destacándose el mondongo de Veracruz y el Mondongazo.

## Turismo
Si existe un atractivo turístico principal, el centro turístico la Flor del Pochote ofrece vista a la laguna de Masaya, también ofrece servicio de restaurante, cabañas y deportes extremos. En Semana Santa las tradiciones religiosas como los judíos de Masatepe que vienen desde hace siglos atraen al turismo nacional e internacional. Sin embargo la localidad cuenta con recursos no explotados para este fin. Entre ellos se encuentran las comunidades El Pochote, Venecia y Arenal, las cuales presentan historia indígena abundante. En sus terrenos se pueden encontrar artefactos arqueológicos diversos que en ocasiones la lluvia y otros factores sacan a luz. Tal es el caso de las cañadas donde en sus paredes se encuentran fragmentos de cerámica precolonial.
Otro distintivo de Masatepe es su estructura colonial. Cuentan con diversos edificios de arquitectura mestiza, hechos en adobe y muchos restaurados en una mezcla de materiales antiguos y contemporáneos La Catedral o iglesia San Juan Bautista y la iglesia de Veracruz son uno de los edificios de estructura colonial.
La laguna de Masaya representa un atractivo local, su acceso es posible hasta cierto punto en vehículo y luego a pie. Algunos grupos realizan expediciones y deportes de alto riesgo. Existe un centro de canopy y hotel donde se promueve la vida con la comunidad.

## Religión
El catolicismo es la religión predominante. Existen dos parroquias ampliamente reconocidas. Aun cuando la parroquia principal es la de San Juan Bautista y que Masatepe lleva en sí el nombre de San Juan Bautista de Masatepe, el patrono es el Señor de Trinidad representado bajo la figura del Cristo Negro y cuya cede es la Parroquia San Juan Bautista. 
La religión evangélica está representada por diversas asociaciones como Iglesia Bautista, Centro de Fe, Iglesia de Dios y la Iglesia Pentecostés las cuales albergan los mayores números. Entre las actividades realizadas están los Cultos Dominicales, Escuela Dominical, Escuela Dominical para Niños, Reunión de Células, entre otros.

## Sitios de interés

### Parroquia San Juan Bautista

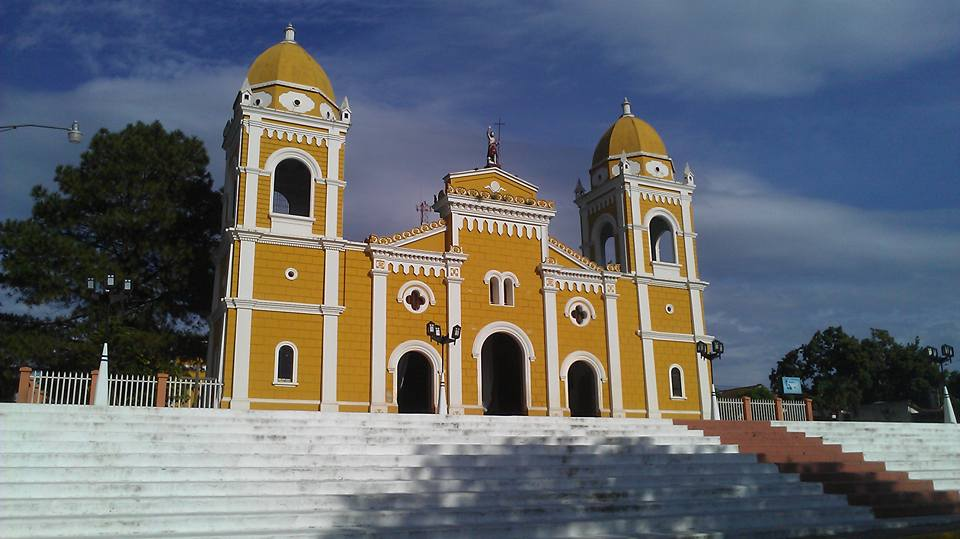
Iglesia San Juan Bautista en Masatepe

Parroquia San Juan Bautista: El Principal Templo de la ciudad con mucha historia es la parroquia San Juan Bautista, construida en 1745, sede de la venerada imagen del Señor de Trinidad.
Se encuentra ubicada en el centro de la ciudad, su hermosa fachada representa un gran atractivo para Masatepe, cuenta con dos campanarios uno de ellos cuenta con acceso para subir y desde lo alto se puede observar el imponente Volcán Masaya y la pintoresca ciudad.

### Iglesia de Veracruz
Otra iglesia de la ciudad es la Iglesia de Veracruz con fachada neoclásica.

### Antigua Estación del Ferrocarril
El antiguo edificio de la estación se ha convertido en un mercado de artesanías donde ahora se exhiben artesanías y muebles.

## Corrido a Masatepe
El corrido a Masatepe fue compuesto por Carlos José Ramírez Gutiérrez, compositor masatepino. Carlos nace en el año 1918 y muere en el año 1991. Es el menor de los hijos de Don Lisandro Ramírez y de Doña Petrona Gutiérrez. Junto con su padre y hermanos integró la Orquesta Ramírez. A él le correspondía la ejecución del clarinete; además de este instrumento ejecutaba el órgano.
El corrido a Masatepe es un canto emblemático de la Ciudad.
Letra del Corrido a Masatepe:
Masatepe tierra mía, rinconcito encantador
Perfumado de jazmines, valiente y trabajador
Yo aquí tengo un cafetal, mucho arroz al reventar
Y también tengo mi rancho, donde voy a descansar.
Coro:
Soy ranchero, Masatepe, soy ranchero sin igual
De esta tierra, que es mi cuna y la arrulla un cafetal
Muy tranquilo entre jardines, como templo del deber
Es mi casita adorada, donde tengo mi querer
Tengo amigos de valor, que no me han de despreciar
Y también tengo guitarra, compañera para cantar.
Coro:
Soy ranchero, Masatepe, soy ranchero sin igual
De esta tierra, que es mi cuna y la arrulla un cafetal
Soy ranchero, Masatepe, soy ranchero sin igual
De esta tierra, que es mi cuna y la arrulla un cafetal.

## Personas destacadas
- General José María Moncada Tapia
- Familia Moncada
- Sergio Ramírez Mercado
- Maestro Calixto
- Luisa Mercado
- William M. Tapia Alemán (Embajador con Rica Carrera Diplomática)